# Merionoeda melanopsis
Merionoeda melanopsis là một loài bọ cánh cứng trong họ Cerambycidae.